# Coupe de Croatie masculine de handball
La Coupe de Croatie masculine de handball est compétition à élimination directe organisée par la Fédération croate de handball. Elle fait suite depuis 1992 à la Coupe de Yougoslavie.
Comme en championnat, la compétition est dominée par le RK Zagreb qui a remporté en 2024 sa trentième coupe, n'ayant laissé échapper que deux coupes remportées en 2000 et 2001 par le RK Metković et l'édition 2020 annulée à cause de la pandémie de Covid-19.

## Palmarès
Le palmarès est :
| Année     | Lieu                                       | Vainqueur                                  | Score                                      | Finaliste                                  |
| --------- | ------------------------------------------ | ------------------------------------------ | ------------------------------------------ | ------------------------------------------ |
| 1992      | Zagreb                                     | RK Zagreb                                  | 28 – 22                                    | RK Medveščak Zagreb                        |
| 1993      | Zagreb                                     | RK Zagreb                                  | 27 – 21                                    | RK Medveščak Zagreb                        |
| 1994      | Dubrovnik                                  | RK Zagreb                                  | 35 – 21                                    | RK Medveščak Zagreb                        |
| 1995      | Karlovac                                   | RK Zagreb                                  | 29 – 23                                    | HRK Karlovac                               |
| 1996      | Kutina                                     | RK Zagreb                                  | 23 – 21                                    | RK Moslavina Kutina                        |
| 1997      | Labin                                      | RK Zagreb                                  | 33 – 24                                    | HRK Karlovac                               |
| 1998      | Metković                                   | RK Zagreb                                  | 37 – 25                                    | RK Đakovo                                  |
| 1999      | Split                                      | RK Zagreb                                  | 23 – 22                                    | RK Medveščak Zagreb                        |
| 2000      | Zagreb                                     | RK Zagreb                                  | 33 – 28                                    | RK Zamet Rijeka                            |
| 2001 (hr) | Zagreb                                     | RK Metković                                | 28 – 22                                    | RK Zamet Rijeka                            |
| 2002 (hr) | Metković                                   | RK Metković                                | 25 – 21                                    | RK Zagreb                                  |
| 2003      | Umag                                       | RK Zagreb                                  | 37 – 25                                    | RK Umag                                    |
| 2004      | Metković                                   | RK Zagreb                                  | 34 – 25                                    | RK Metković                                |
| 2005      | Osijek                                     | RK Zagreb                                  | 37 – 35                                    | RK Osijek                                  |
| 2006      | Osijek                                     | RK Zagreb                                  | 32 – 26                                    | RK Medveščak Zagreb                        |
| 2007      | Karlovac                                   | RK Zagreb                                  | 36 – 22                                    | HRK Karlovac                               |
| 2008      | Zagreb                                     | RK Zagreb                                  | 39 – 26                                    | MRK Čakovec                                |
| 2009      | Dubrovnik                                  | RK Zagreb                                  | 37 – 20                                    | RK Medveščak Zagreb                        |
| 2010      | Makarska                                   | RK Zagreb                                  | 40 – 26                                    | Kaštela Adriachem                          |
| 2011      | Split                                      | RK Zagreb                                  | 37 – 19                                    | RK Poreč                                   |
| 2012      | Poreč                                      | RK Zagreb                                  | 36 – 23                                    | RK Zamet Rijeka                            |
| 2013      | Novigrad                                   | RK Zagreb                                  | 27 – 23                                    | RK Poreč                                   |
| 2014      | Umag                                       | RK Zagreb                                  | 39 – 31                                    | RK Dubrava Zagreb                          |
| 2015      | Umag                                       | RK Zagreb                                  | 33 – 27                                    | RK Nexe Našice                             |
| 2016      | Umag                                       | RK Zagreb                                  | 30 – 25                                    | GRK Varaždin                               |
| 2017      | Umag                                       | RK Zagreb                                  | 24 – 24 4 – 3tab                           | RK Nexe Našice                             |
| 2018      | Umag                                       | RK Zagreb                                  | 28 – 17                                    | RK Nexe Našice                             |
| 2019      | Poreč                                      | RK Zagreb                                  | 35 – 28                                    | RK Dubrava Zagreb                          |
| 2020      | Annulée à cause de la pandémie de Covid-19 | Annulée à cause de la pandémie de Covid-19 | Annulée à cause de la pandémie de Covid-19 | Annulée à cause de la pandémie de Covid-19 |
| 2021      | Poreč                                      | RK Zagreb                                  | 26 – 21                                    | RK Nexe Našice                             |
| 2022      | Poreč                                      | RK Zagreb                                  | 30 – 27                                    | RK Nexe Našice                             |
| 2023      | Poreč                                      | RK Zagreb                                  | 35 – 17                                    | MRK Trogir (hr)                            |
| 2024      | Poreč                                      | RK Zagreb                                  | 27 – 19                                    | MRK Sesvete                                |

## Bilan
| Club                       | Coupe de Croatie | Coupe de Croatie | Coupe de Croatie                   | Coupe de Yougoslavie | Coupe de Yougoslavie                     |
| Club                       | Titres           | Années victorieuses | Finales perdues                    | Titres               | Années victorieuses                      |
| -------------------------- | ---------------- | --- | ---------------------------------- | -------------------- | ---------------------------------------- |
| RK Zagreb                  | 30               | 1992, 1993, 1994, 1995, 1996, 1997, 1998, 1999, 2000, 2003, 2004, 2005, 2006, 2007, 2008, 2009, 2010, 2011, 2012, 2013, 2014, 2015, 2016, 2017, 2018, 2019, 2021, 2022, 2023, 2024 | 2002                               | 2                    | 1962, 1991                               |
| RK Metković                | 2                | 2001, 2002 | 2004                               | 0                    | -                                        |
| RK Medveščak Zagreb        | 0                | - | 1992, 1993, 1994, 1999, 2006, 2009 | 7                    | 1970, 1978, 1981, 1986, 1987, 1989, 1990 |
| HRK Karlovac               | 0                | - | 1995, 1997, 2007                   | 0                    | -                                        |
| RK Zamet Rijeka            | 0                | - | 2000, 2001, 2012                   | 0                    | -                                        |
| RK Nexe Našice             | 0                | - | 2015, 2017, 2018, 2021, 2022       | 0                    | -                                        |
| RK Poreč                   | 0                | - | 2011, 2013                         | 0                    | -                                        |
| RK Dubrava Zagreb          | 0                | - | 2014, 2019                         | 0                    | -                                        |
| Moslavina Kutina           | 0                | - | 1996                               | 0                    | -                                        |
| RK Đakovo                  | 0                | - | 1998                               | 0                    | -                                        |
| RK Umag                    | 0                | - | 2003                               | 0                    | -                                        |
| RK Osijek                  | 0                | - | 2005                               | 0                    | -                                        |
| MRK Čakovec                | 0                | - | 2008                               | 0                    | -                                        |
| RK Kaštela Kaštel Gomilica | 0                | - | 2010                               | 0                    | -                                        |
| GRK Varaždin               | 0                | - | 2016                               | 0                    | -                                        |
| MRK Trogir (hr)            | 0                | - | 2023                               | 0                    | -                                        |
| MRK Sesvete                | 0                | - | 2024                               | 0                    | -                                        |
| RK Bjelovar                | 0                | - | -                                  | 3                    | 1960, 1968, 1976                         |
| Mladost Zagreb             | 0                | - | -                                  | 1                    | 1955                                     |
| Non disputée/arrêtée       | 1                | 2020 | -                                  | 1                    | 1964                                     |
| Total                      | 33               | 1992-2024 | 1992-2024                          | 14                   | 1955-1991                                |